# Roger-Bernard III de Foix-Castelbon
Pour les articles homonymes, voir Roger-Bernard de Foix.
Roger-Bernard III de Foix-Castelbon, (1310 †1350), est vicomte de Castelbòn et des autres terres catalanes léguées par ses parents Gaston Ier de Foix-Béarn († 1315), et Jeanne d'Artois († après 1350). Il est l'ancêtre au neuvième degré du roi de France Henri IV.

## Biographie
Il est le cadet des fils de Gaston Ier de Foix-Béarn, et obtient la vicomté de Castelbòn (Castellbò en catalan) et les autres terres catalanes, sous réserve de rendre hommage à la branche aînée, léguée à son frère aîné, Gaston II de Foix-Béarn (1308 †1343).
De Roger-Bernard III sort ainsi la tige des Foix-Castelbon, qui donnera plus tard les derniers comtes de Foix de la première maison, ses petits-enfants, Mathieu de Foix-Castelbon, puis sa sœur, Isabelle de Foix-Castelbon, mariée à Archambault de Grailly, captal de Buch.

## Mariage et enfants
Il s'allie à Constance de Luna (†1353) ; de ce mariage naissent:
- Roger-Bernard IV (†1381), qui héritera de la vicomté de Castelbòn, père de Mathieu et d'Isabelle ;
- (Robert, qui sera évêque de Lavaur) ?
- Marguerite, x Bernard III vicomte de Cabrera ;
- Blanche, x 2° Hugues Roger comte de Pallars.

Cinq bâtards lui sont connus.